# Ouroux-en-Morvan
Ouroux-en-Morvan é uma comuna francesa na região administrativa de Borgonha-Franco-Condado, no departamento Nièvre. Estende-se por uma área de 59,86 km². Em 2010 a comuna tinha 608 habitantes (densidade: 10,2 hab./km²).